# Heloecius cordiformis
Famille
Genre
Espèce
Heloecius cordiformis est une espèce de petits crabes semi-terrestres, la seule du genre Heloecius et de la famille Heloeciidae. Il vit dans les mangroves et les vasières de la côte est de l'Australie.
Les adultes font environ 25 mm de largeur, les mâles étant plus gros, plus grands et ayant des pinces plus colorées que les femelles. Les mâles agitent leurs pinces pour communiquer avec les autres crabes, ce qui leur vaut leur nom commun de « crabe sémaphore ». Ils peuvent respirer dans l'air et sous l'eau et se nourrissent à marée basse de détritus trouvés dans les sédiments.

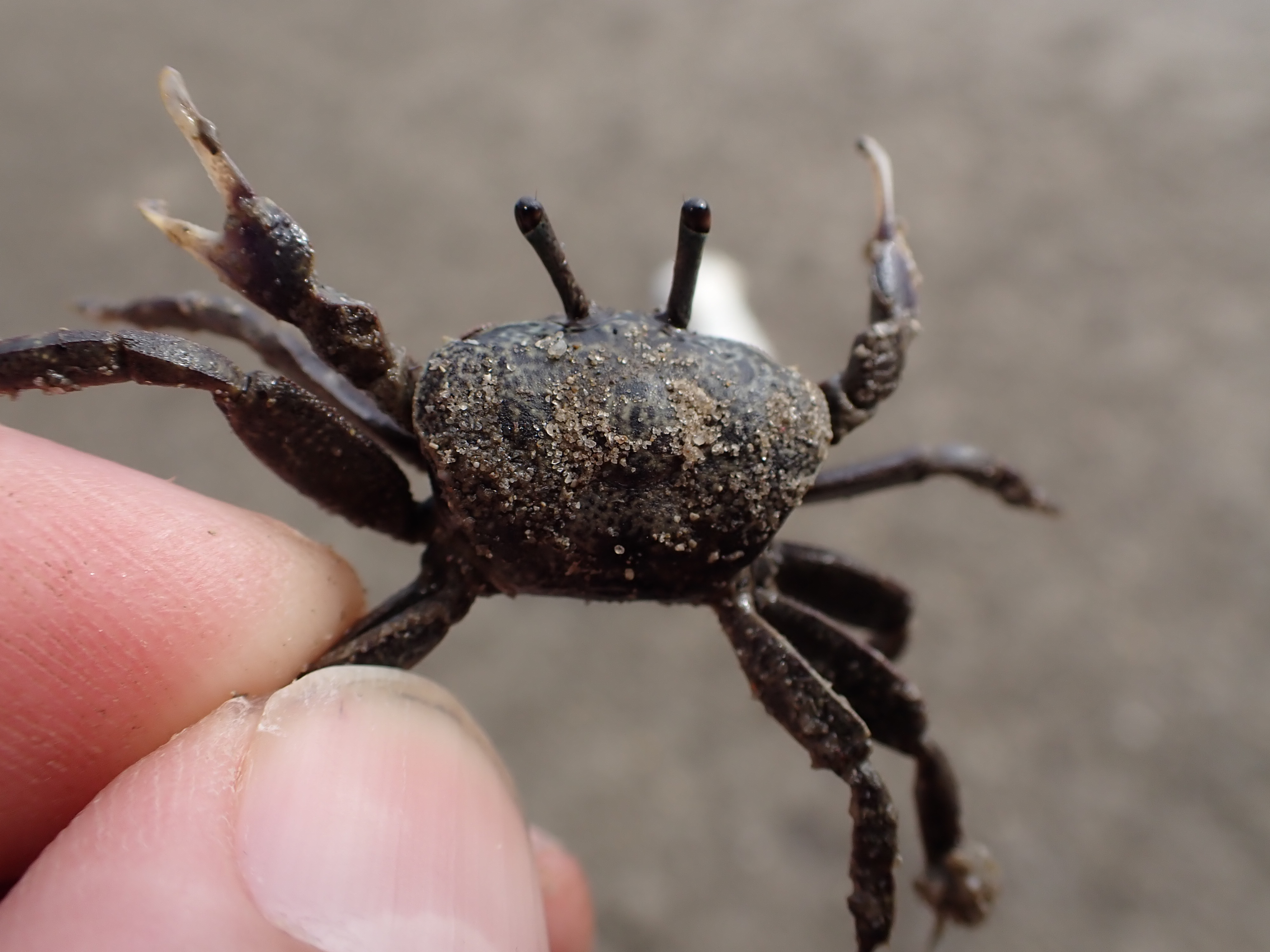
Exemplaire saisi par 2 pattes.

## Source
- (en) Ng, Guinot & Davie, 2008 : Systema Brachyurorum: Part I. An annotated checklist of extant brachyuran crabs of the world. Raffles Bulletin of Zoology Supplement, n. 17 p. 1–286.